# 히가시칸다촌
히가시칸다촌(東蟹谷村)은 도야마현 니시토나미군에 있던 촌이다  현재의 오야베시 남부의 히가시칸다 지구로, 지구 내에는 오야베 인터체인지, 오야베시 하키장, 오야베시 야구장이 있다. 이토햄의 호쿠리쿠 공장도 지구 내에 있다. 

## 역사
- 1889년 4월 1일 - 정촌제 시행에 의해  도나미군 히가시칸다촌이 성립하였다.
- 1896년 4월 1일 - 군 개편에 의해 도나미군이 분할해 니시토나미군이 성립에 의해 니시토나미군에 속하게 되었다.
- 1954년 11월 18일 - 도추정과 합병해 도추정이 성립하였다.

## 참고문헌
- 『市町村名変遷辞典』東京堂出版、1990年。